# Mansão Thug Stronda
"Mansão Thug Stronda" é uma canção da dupla brasileira Bonde da Stronda, o clipe para a canção foi lançado em 16 de setembro de 2010. Ela faz parte do álbum Nova Era da Stronda, de 2009, e também foi incorporado mais tarde no álbum Corporação, de 2012.

## Sobre a canção
A canção foi composta por Mr. Thug, ela é uma canção de hip-hop, que representa o típico som do grupo. Mr. Catra traz o toque de funk carioca para a canção, a participação dele aconteceu após chegar no estúdio, e apenas pediu para mudar o refrão. A canção foi lançada em 16 de setembro de 2010, e logo mais tarde no mesmo dia foi lançado um videoclipe. O videoclipe para "Mansão Thug Stronda" ultrapassa os 72 milhões de acessos no YouTube.

## Creditos

### Músicos
Bonde da Stronda
- Mr. Thug
- Léo Stronda

Participação
- Mr. Catra

### Produção da Música
- Dennis DJ

### Ficha Técnica do Videoclipe
- Direção: Ralp Richter, Tiago Cortezi
- Fotografia: Blazer
- Ass. Direção: Dennis DJ e Victor Jr.
- Roteiro: Dennis DJ e Victor Jr.
- Edição e Finalização: Dennis DJ e Victor Jr.
- Direção de Arte: Galerão Filmes
- Produção: Galerão Records
- Co-produção: Galerão Filmes